# Caridad la Negra
Caridad la Negra, volledige naam María de la Caridad Norberta Pacheco Sánchez (Cartagena, 1879 - 1960), was een Spaans bordeelhouder.

## Biografie
Caridad werd geboren in Cartagena in 1879. Haar moeder stond model voor de schilder Manuel Ussel de Guimbarda, die volgens de getuigenissen verzameld door Martínez Pastor (2004) verliefd werd op de toen nog jonge dochter van de vrouw die voor hem poseerde en relaties had met Caridad met instemming van haar moeder. Caridad werd een van de belangrijkste muzen van de kunstenaar. Guimbarda gebruikte haar gezicht om Maria Magdalena te vertegenwoordigen in een van de pendentief van de Basílica de la Caridad. De fotograaf José Casaú gebruikte haar ook als model, haar donkere huidskleur leverde haar de bijnaam La Negra op.
Op een gegeven moment werd Caridad prostituee en spaarde ze genoeg geld om haar eigen bordeel te runnen in El Molinete, in de populaire rosse buurt van Cartagena, waar zingende bars en cafés de ruimte deelden met bordelen. Het door Caridad geleide establishment verwierf een zekere bekendheid, aangezien mannen uit de hoogste lagen van de stad, zoals de plaatselijke bourgeoisie, officieren van het garnizoen en de marinebasis aanwezig waren.
Na de coup in juli 1936 en het uitbreken van de Spaanse burgeroorlog bleef Cartagena in handen van de republikeinse autoriteiten. Tijdens de eerste dagen van de oorlog was er een reeks rellen waarbij Caridad veel mensen verborg die in gevaar waren. Een vrouw, María Davia, die werd vervolgd door ongecontroleerde militieleden, deed zich voor als een van haar prostituees. Ze verborg ook enkele marineofficieren die waren gevlucht na de pro-republikeinse muiterij van de marine. Haar meest opmerkelijke actie vond plaats op 25 juli 1936, toen een menigte zich verzamelde voor de Basilica de la Caridad met de bedoeling de tempel te plunderen en de kunstwerken binnen te vernietigen, zoals al was gebeurd met de rest van de kerken in de stad. Caridad leidde de prostituees van Molinete naar buiten de deuren van de basiliek om de aanval te voorkomen. Ze vormden een barrière rond communistisch raadslid Miguel Céspedes Pérez nadat de menigte zich tegen hem had gekeerd nadat hij hen had opgeroepen zich te verspreiden. Ten slotte slaagden de oproepen van zowel Céspedes als de Republikeinse linkse raadslid José López Gallego erin om de menigte te kalmeren, die vertrok en het gebouw intact liet.
Caridad werd een tijdlang opgesloten in de gevangenis van San Antón, en na het einde van de oorlog in 1939 ontving ze de Crosses of Naval Merit van kapitein-generaal Francisco Bastarreche voor haar hulp aan de voortvluchtige officieren in 1936. In de naoorlogse periode periode raakte ze betrokken bij liefdadigheidswerken en bemiddelde ze zelfs voor slachtoffers van de Franco-onderdrukking. Vanaf 1947 legde ze regelmatig een donkerrode roos op het beeld van de Virgen de la Caridad. Na haar dood plaatsten de Portapasos Marrajos ter ere van haar elke vrijdag een boeket rozen op het beeld. Caridad stierf in 1960 en werd geëerd met een grote begrafenisstoet.

## Populaire cultuur
Het leven en de persoon van Caridad la Negra inspireerden auteur Darío Fernández Flórez in zijn roman Lola, espejo oscuro (Lola, Mirror Dark), die in 1950 werd gepubliceerd. Een film van de roman werd gemaakt door regisseur Fernando Merino in 1965. Ginés Cruz Zamora, die in 2017 zijn roman Rosas Negras publiceerde. Auteur José María Castillo-Navarro schreef Caridad la Negra in 1954, hoewel Caridad hierin niet de hoofdpersoon is maar de eigenaar van het bordeel waar het verhaal zich afspeelt.